# Cerotto

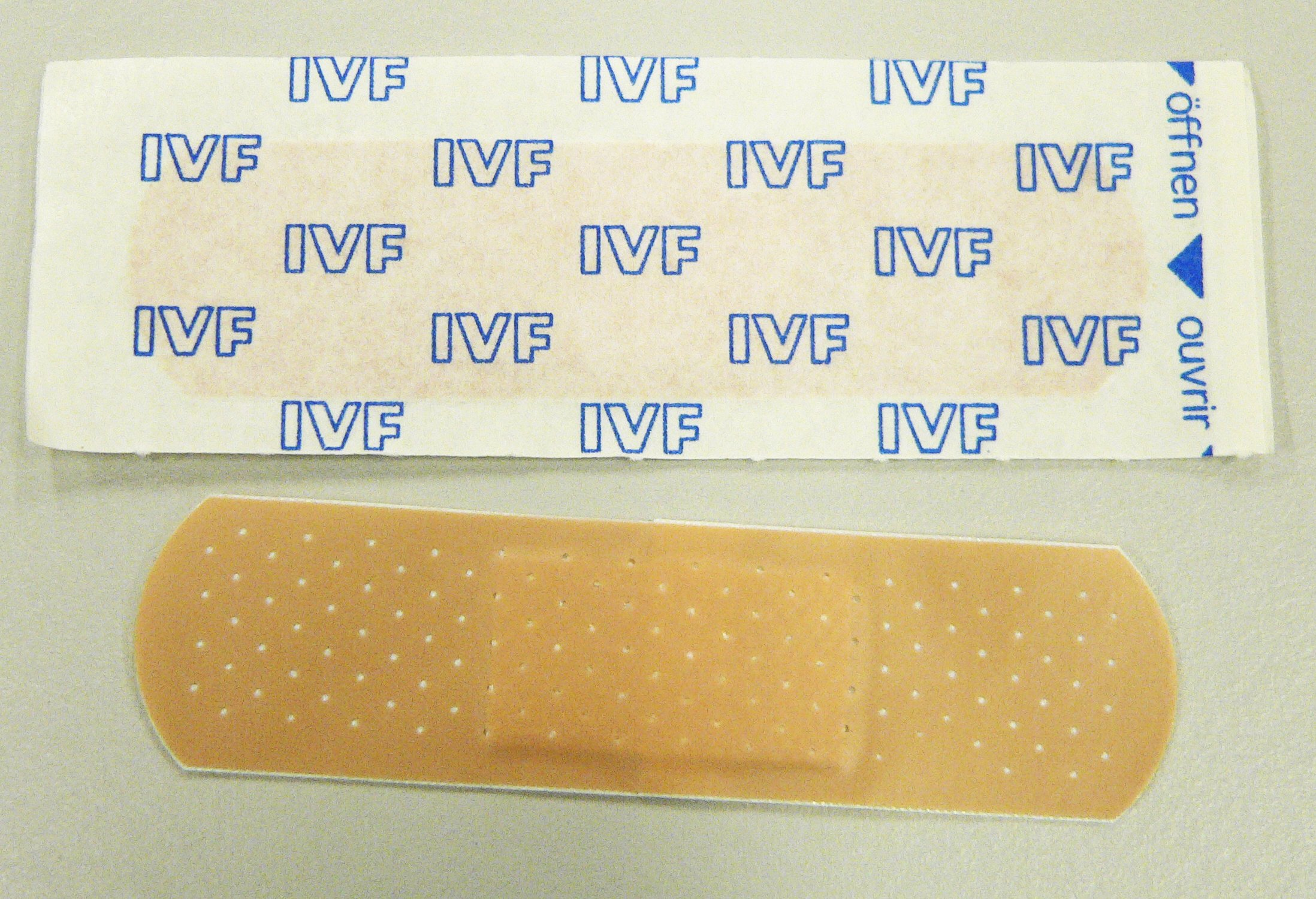
Un cerotto

Il  cerotto  è una striscia, solitamente plastificata, con adesivo annesso che serve per medicare i tagli. Nell'uso comune, una parte di garza copre la fuoriuscita di sangue per facilitarne la guarigione.
L'inventore fu Earle Dickson nel 1921.

## Funzione
Il cerotto adesivo protegge la ferita e il coagulo da urti, attriti, sporcizia e batteri, favorendo il processo di guarigione.
In alcuni casi la parte adesiva è talmente forte da poter sostituire i punti e mantenere la posizione ravvicinata dei lembi della pelle necessaria alla guarigione.

## Tipologia

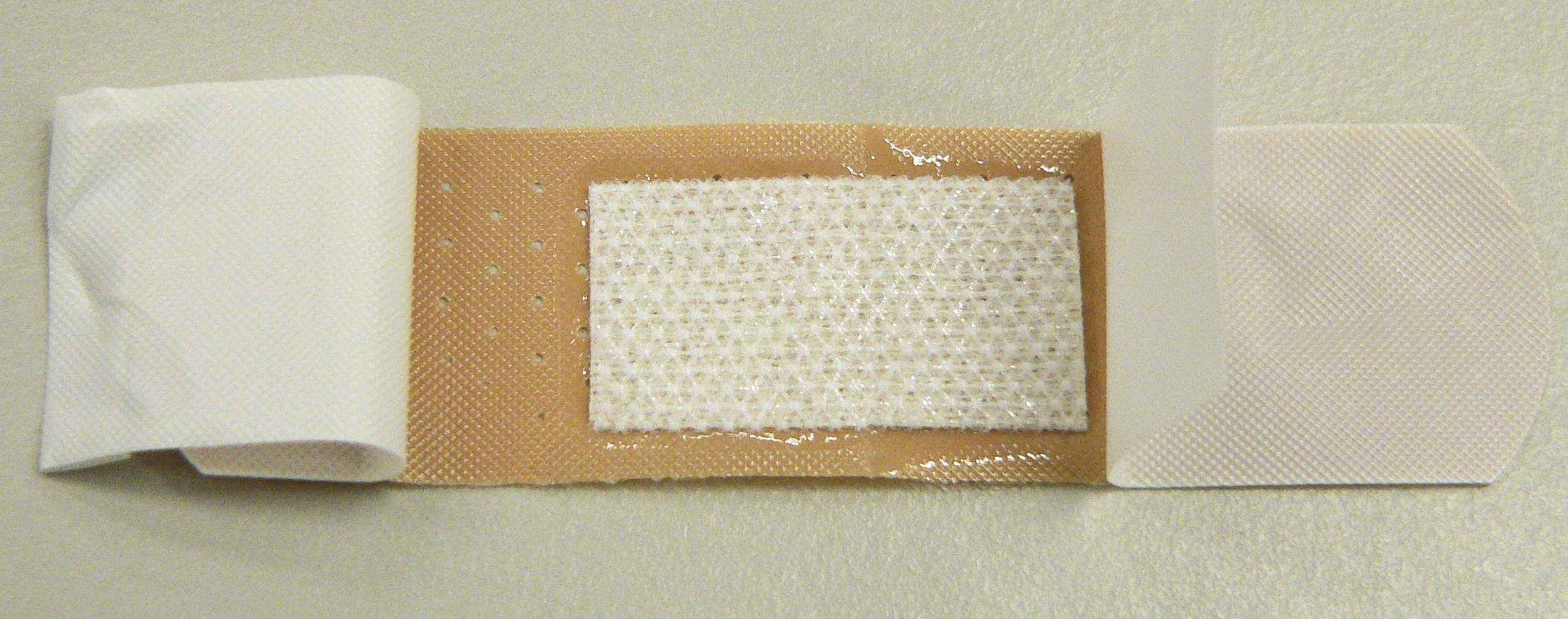
Veduta interna del cerotto con la piccola benda assorbente al centro.

Un cerotto è composto da una benda adesiva di materiale flessibile che è appiccicoso su un lato, con un tampone più piccolo, non appiccicoso e assorbente attaccato al centro. Il tampone viene posizionato contro la ferita e i bordi sovrapposti del materiale adesivo vengono levigati in modo che aderiscano alla pelle circostante. I cerotti sono generalmente confezionati in un pacchetto sigillato e sterile, che viene rimosso quando viene applicato. 
Il foglio adesivo è solitamente una striscia di tessuto, plastica (PVC , polietilene o poliuretano) o lattice. Può o non può essere impermeabile; se è ermetico, il cerotto è una medicazione occlusiva. L'adesivo è comunemente un acrilato, inclusi metacrilati e diacrilati epossidici (noti anche come resine viniliche). 
Il tampone assorbente è spesso realizzato in cotone e talvolta è presente un sottile rivestimento di polimero poroso sopra il tampone, per evitare che si attacchi alla ferita. Il tampone può anche essere medicato con una soluzione antisettica. In alcuni cerotti il cuscinetto è costituito da un idrogel che assorbe l'acqua: ciò è particolarmente comune nelle medicazioni utilizzate sulle vesciche, poiché il gel funge da cuscino. Alcune persone sono allergiche ad alcuni di questi materiali, in particolare al lattice e ad alcuni adesivi. 
Sono disponibili in una varietà di dimensioni e forme. Essendo ampiamente disponibile solo in un colore standard, alcune persone con tonalità della pelle più scura hanno espresso frustrazione nel dover usare cerotti che risaltavano molto sulla pelle rispetto alle persone dalla pelle più chiara. Ciò ha portato le aziende produttrici a creare cerotti di varie tonalità. 
Alcuni cerotti, in particolare quelle progettate per i bambini, possono essere disponibili in un'ampia varietà di colori o possono presentare personaggi dei cartoni animati.

### Forme particolari
- Steri strip

### Cerotti per somministrazione di farmaci
I cerotti possono essere confezionati in modo da rilasciare un farmaco mediante somministrazione parenterale.
In sede di fabbricazione il tampone viene imbevuto del principio attivo che si vuole dosare.
Ad esempio:
- Cerotto alla lidocaina
- Cerotto alla nitroglicerina, vasodilatatore per pazienti affetti da insufficienza coronarica
- Cerotto alla nicotina, utilizzato per far cessare la consuetudine al fumo
- Cerotto contraccettivo